# Pappenheim

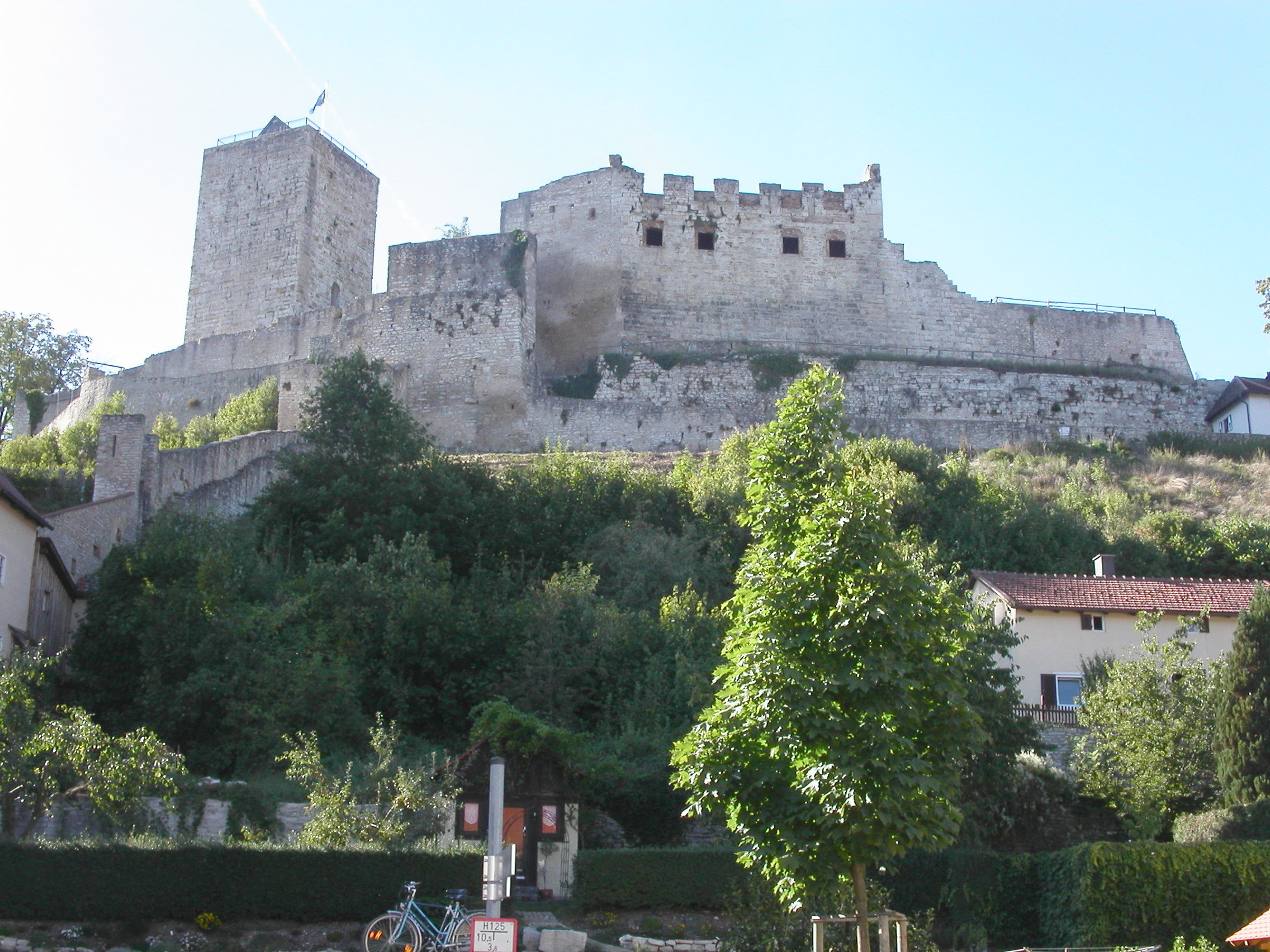
Castillo de Pappenheim

Pappenheim (pronunciación en alemán: /ˈpapn̩ˌhaɪ̯m/ⓘ) es una ciudad de 3.964 habitantes (a fecha de 31 de diciembre de 2013), del distrito de Weißenburg-Gunzenhausen, en Baviera, Alemania. Está situado junto al río Altmühl, a 11 km al sur de Weißenburg in Bayern y a 70 kilómetros al sur de Núremberg.

## Historia
Históricamente, Pappenheim fue un pequeño estado dentro del Sacro Imperio Romano Germánico. Fue mediatizada a Baviera en 1806.
Varios condes de Pappenheim se instalaron en el territorio, particularmente Gottfried Heinrich, conde de Pappenheim.

## Dicho
El nombre de la ciudad es especialmente conocido a causa de un dicho en alemán: Ich kenne meine Pappenheimer, que en español sería: Conozco a mis pappenheimeses (habitantes de Pappenheim). La cita se encuentra en una obra de Schiller: La muerte de Wallenstein (Wallensteins Tod), en la que el comandante Albrecht von Wallenstein dice: "Daran erkenn’ ich meine Pappenheimer" (en esto reconozco a mis pappenheimeses). Comenta que se ha aprobado enviar una delegación de coraceros del regimiento de Gottfried von Pappenheim, los cuales habían preguntado previamente a Wallenstein si era cierto el rumor de que llevaba a cabo negociaciones con la enemiga Suecia a espaldas del emperador y por tanto lo estaba intentando traicionar. Wallenstein no dice la famosa frase de manera peyorativa, si no con aprobación de la fidelidad de los pappenheimeses, ya que estos no darán crédito a rumores y no cree que vayan a volverse en su contra, sino que quieren oír de su propia boca "lo que es".
Con el tiempo, la expresión se ha ido derivando hasta el punto de que actualmente tiene un sentido más bien peyorativo o irónico, algo así como "yo conozco a mis pícaros". Como pappenheimés se ha conocido en Núremberg ya desde finales de la Edad Media a los obreros que limpiaban las alcantarillas y cloacas. Esta denominación se debe a la tarea ordenada por los comisarios de limpiar la ciudad antes de la visita del emperador. Esta obligación no era asumida propiamente por los pappenheimeses, sino por funcionarios del pueblo, los cuales han trasmitido finalmente el nombre a su pueblo de origen.

## Lugares
- Galluskirche
- Neues Schloss Pappenheim
- Altes Schloss

## Personas destacadas
El arquitecto y catedrático Eduard Mezger (1807–1894) nació en Pappenheim.
Else Pappenheim (1911-2009) y su padre Martin Pappenheim (1881-1943), fueron ambos famosos psicoanalistas.